# Eduard Hänel
Eduard Gustav Hänel (* 2. April 1804 in Magdeburg; † 16. August 1856 in Berlin) war ein Buchdrucker und Schriftgießer.

## Leben
Hänel erlernte die Buchdruckerkunst in der Offizin seines Vaters Christian Jakob Hänel (1751 – 23. Dezember 1824), des Besitzers der Magdeburger Hofbuchdruckerei und dessen Frau Sophie Eleonore (geborene Knöveldt; 1771–1859). Er hatte einen jüngeren Bruder Albert Hänel und verließ nach Abschluss seiner Ausbildung Deutschland, um sich zunächst in London in der Typographie, im Kupferdruck und im Congrevedruck ausbilden zu lassen. Anschließend war er für Firmin Didot in Paris als Schriftgießer tätig. Dort wurde er mit den Fortschritten der Franzosen und Engländer im Bereich des Buchdrucks vertraut. Nach dem Tod seines Vaters 1824 kehrte er zurück, übernahm dessen Werkstatt und stattete sie dann arbeitserleichternden Maschinen aus. 1828 brachte die erste Congrevedruckmaschine (Schnellpresse) nach Deutschland und führte die neuesten und schönsten französischen und englischen Antiquaschriften ein. Er ließ zudem die geradestehende griechische, gotische, die Kanzleischrift oder andere Auszeichnungs- und Zierschriften schneiden oder erwarb die Matern zu denselben im Ausland. 1830 gründete er eine Schriftgießerei, um mit deren Erzeugnissen gegenüber der Steindruckerei konkurrenzfähig zu bleiben. Zu diesem Zweck schuf er eine Vielzahl von Polytypen. Im Jahr 1835 wurde er zur Anfertigung von Kassenscheinen nach Berlin berufen und gründete dort ein neues Institut. 1837 hatten seine Zierdrucke bereits eine Zahl von 2813 erreicht. Seine Druckerwerkstatt in Magdeburg wurde jedoch im Jahr 1838 durch ein Feuer zerstört, so dass er nunmehr die Druckarbeiten aus seinem Institut in Berlin lieferte. Er arbeitete mit Guillochen- und Unterdruckplatten und seine Spitzenmuster begeisterten das deutsche Publikum.
Der dänische Schriftgießer Lauritz Brandt, der aus Faaborg auf der Insel Fühnen stammte, gilt als Erfinder der Schriftgießmaschine. Er war als Schlossergeselle nach Sankt Petersburg gegangen und hatte dort zahlreiche mechanische Instrumente angefertigt. Anschließend reiste er durch Deutschland, wo er heiratete, und schiffte sich nach Amerika ein. Hier konstruierte er seine Gießmaschine in der Schriftgießerei bei David Bruce jun. in New York. 1844 kam er wieder nach Deutschland, wo er sein Patent an Hänel in Berlin verkaufte. Hänel gab sich nun selbst als Erfinder dieser Maschine aus und verschwieg den Namen Brandts. Dieser verließ Deutschland ging nach Dänemark und baute mehrere Maschinen für die Schriftgießerei Fries.
Seine Buchdruckerei wurde aufgrund ihrer kunstfertigen Herstellung von Wertpapieren, Rechnungsformularen und Zierdrucken gerühmt, die Schriftgießerei ging später an seinen Mitarbeiter Karl Wilhelm Gronau über, der sich 1885 zurückzog.

## Veröffentlichungen (Auswahl)
- Original Englische Schriften aus der Schriftgiesserei, Schriftschneiderei und Graviranstalt von Eduard Hænel in Berlin. 1847 (books.google.de).
- Neue Polytypen der Schriftgiesserei und GravirAnstalt. 1847 (archive.org).
- Ornamente aus der Graviranstalt, Schriftgiesserei und Stereopypie.